# Eunice procera
Eunice procera är en ringmaskart som beskrevs av Grube 1866. Eunice procera ingår i släktet Eunice och familjen Eunicidae. Inga underarter finns listade i Catalogue of Life.